# Vitis piasezkii
Vitis piasezkii är en vinväxtart som beskrevs av Carl Maximowicz. Vitis piasezkii ingår i släktet vinsläktet, och familjen vinväxter. Utöver nominatformen finns också underarten V. p. pagnucii.